# TERF
TERF (/ˈtɜːrf/, сокращение от англ. trans-exclusionary radical feminist — «исключающая транс-людей радикальная феминистка») — феминистка, чья защита прав женщин не включает права транс-женщин. Со временем значение термина расширилось, и им стали обозначать трансфобов в целом, вне зависимости от того, как те относятся к феминизму.
TERF могут отрицать право транс-женщин называться женщинами, выступать против посещения транс-женщинами только женских пространств (таких как женские туалеты), не поддерживать законы, которые облегчают получение медпомощи при трансгендерном переходе или вводят гендерную идентичность и гендерное выражение как защищённые от дискриминации характеристики. Транс-эксклюзивные радикальные феминистки считают, что транс-женщины не могут называться женщинами как из-за того, что обладают мужскими половыми признаками, так и из-за того, что не переживали опыт угнетения. Подобные взгляды критикуются трансфеминистками.
Не все радикальные феминистки проявляют трансфобию, многие из них активно выступают за права транс-людей. Вместе с тем, трансфобия встречается среди феминисток других направлений (в частности, в британском феминизме).
Данный термин был популяризирован феминисткой Вив Смайт в 2008 году. В интервью The Trans Advocate она утверждала, что не задумывала термин TERF как оскорбительный. Со временем, несмотря на намерения Вив Смайт, термин TERF стал рассматриваться некоторыми как уничижительный.

## Мнение противников определения
Те, кого называют данным термином, часто отвергают этот акроним и предпочитают описывать себя другими словами, например, как «гендерно-критичных» (англ. gender critical). Более того, отдельные радикальные феминистки придерживаются мнения, что выражение TERF является языком ненависти, который «подстрекает к насилию над женщинами». Критики термина TERF утверждают, что данное слово используется для перехода на личность, обесчеловечивания оппонентов, что с его помощью призывают к физической расправе, изнасилованиям, казням и т.д. Они также указывали, что противники TERF использовали фразы «Kill a TERF!» или «Punch a TERF!», дополняя их изображениями с насилием над женщинами, обозначенными как TERF.  Были задокументированы случаи, когда трансфобные феминистки и транс-женщины нападали друг на друга во время мероприятий:25.
Противники определения указывает, что термин используется в основном по отношению к трансфобным женщинам, в то время как мужчины подвергаются куда более редким нападкам. Радикальные феминистки указывают, что противники TERF вымещают на них гнев за страдания трансгендерных людей, в то время транс-люди страдают в первую очередь от рук мужчин. Бонни Дж. Моррис, американская учёная-феминистка, считает, что изначально слово TERF было корректным аналитическим термином, но со временем превратилось в сексистское оскорбление. Она отмечает, что женщин, называемых TERF, также называют непривлекательными и психически нездоровыми.
Также отмечается, что термин TERF в некоторых случаях затрудняет критическое осмысление гендера и, таким образом, лишь мешает борьбе с трансфобией.
В 2018 году Всепартийная парламентская группа, изучая материалы, связанные с оскорблениями на почве ненависти, признала вражду между трансактивистами и феминистскими группами, выступающими против законодательства о правах трансгендерных людей. Обе стороны конфликта предоставляли доказательства личностных оскорблений друг против друга, при этом организация постановила, что определение TERF используется как форма оскорбления как в онлайн-пространствах, так и вне их.

## Степень оскорбительности термина
Среди учёных нет точного согласия, стоит ли рассматривать аббревиатуру TERF как оскорбление.
В августе 2018 года семь британских философов опубликовали эссе, публично возмутившись тем, что их коллеги Рэйчел Маккинон и Джейсон Стэнли использовали термин TERF в своих статьях и оправдывали его использование. Главный редактор журнала Philosophy and Phenomenological Research, в котором были опубликованы соответствующие статьи, Эрнест Соса, ответил, что термин TERF «может эволюционировать в оскорбление», но его употребление в некоторых контекстах носит изначальный смысл и всё ещё оправдано.
В статье от 2020 года, опубликованной в философском журнале Grazer Philosophische Studien, лингвисты Кристофер Дэвис и Элин Маккриди утверждали, что термин стоит признавать оскорблением, если он: 1) оскорбляет определённую группу, 2) используется для подчинения этой группы в рамках некоей структуры власти и 3) группа обладает неотъемлемым свойством данного определения. Дэвис и Маккриди отметили, что первый критерий подходит для термина TERF, второй — лишь частично, а третий не подходит вовсе.
Некоторые феминистки используют термин TERF и не считают его оскорбительным. В частности, философ Джудит Батлер высказывалась следующим образом:
Я не слышала, чтобы термин terf использовали как оскорбление. Интересно, а как тогда хотят называться самопровозглашённые феминистки, желающие исключить транс-женщин из женских пространств? Если они выступают за исключение, почему бы не называть их исключающими? Если они считают, что принадлежат к течению радикального феминизма, выступающего против коррекции пола, то почему бы не называть их радикальными?

Оригинальный текст (англ.)I am not aware that terf is used as a slur. I wonder what name self-declared feminists who wish to exclude trans women from women’s spaces would be called? If they do favour exclusion, why not call them exclusionary? If they understand themselves as belonging to that strain of radical feminism that opposes gender reassignment, why not call them radical feminists?

## Критика TERF
В феминистском движении TERF критикуются за «сведение личности к гениталиям» и сексуальную объективизацию. Отмечается, что TERF используют патриархальные тактики против транс-женщин, такие как насмешки над внешностью или осуждение сексуального поведения. Редакция Vox утверждала, что TERF используют трансфобную риторику, чтобы обесценить или замолчать проблему сексуального насилия против транс-женщин (по статистике, приведённой Vox, 47% транс-женщин в США стали жертвами домашнего сексуального насилия).
Американские правозащитники требовали Southern Poverty Law Center признать TERF группой ненависти. Петиция по признанию TERF-сайта «Gender Identity Watch» в качестве группы ненависти собрала более 7000 подписей. В петиции интерсекциональных феминисток взгляды TERF были охарактеризованы как «токсичная идеология, с помощью которой оправдывают ненависть, страх и гендерную дискриминацию».

### TERF, консерваторы и ультраправые
Социологами отмечается, что всё большее количество TERF сотрудничают с антифеминистскими, ультраправыми и христианскими консервативными организациями. Например, радикальная феминистская организация Фонд освобождения женщин имела связи с активистами консервативных организаций — Альянсом семейной политики и Фондом «Наследие». Данные организации не только выступают против прав транс-людей, но и открыто поддерживают традиционные гендерные роли, выступают против права на аборт, полового просвещения и однополых браков. Из-за того, что деятельность организаций-союзников противоречит целям феминизма, ставится вопрос, корректно ли TERF относить к радикальным феминисткам.
Отмечается, что термин «гендерная идеология» (англ. gender ideology), используемый TERF, берёт начало в антифеминистком дискурсе правых христиан. TERF критикуются как люди, которые «искажают феминистские постулаты» так же, как это делают ультраправые.

### Антифеминизм и противоречия феминистской теории
Ряд исследователей относит идеологию TERF к антифеминистской.
TERF критикуются за применение вербального насилия по отношению к транс-людям — за отказ использовать личные местоимения, соответствующие их гендерной идентичности, и защиту мисгендеринга. TERF обосновывают свою позицию существованием неизменного биологического пола; критики, в свою очередь, упрекают их в поддержке патриархальной эссенциалистской концепции половой бинарности.
Трансфеминистка Джулия Серано указывает, что среди TERF популярна не имеющая общего академического признания концепция аутогинефилии Рея Блэнчарда. По её мнению, данная концепция не выдерживает критики при феминистском анализе, который отвергает гетеронормативность и мужской взгляд.

### Допуск транс-женщин в женские пространства
Среди TERF существует предубеждение, что посещение транс-женщинами только женских пространств может нести риски для цис-женщин. Эксперты (сотрудники полиции, должностные лица, адвокаты жертв сексуального насилия) опровергли данные опасения, по данным исследований в 12 штатах США. С научной точки зрения не существует доказательств того, что допуск трансгендерных женщин в женские пространства повышает уровень насилия. Исследователи также указывают, что позиционирование цисгендерных женщин как тех, кому нужна защита от «биологических мужчин», только укрепляет патриархальное представление о женщинах как о «слабом поле».

## TERF и лесбиянки
Термин TERF рассматривается как символ неразрешённого конфликта между «Л» и «Т» фракциями внутри ЛГБТ-движения. Лесбиянок, не желающих вступать в отношения с транс-женщинами, называют TERF; в свою очередь, транс-женщины, которых привлекают женщины, становятся частыми жертвами нападок TERF.
Транс-женщины рискуют столкнуться с агрессией при попытках войти в лесбийские организации, которые часто допускают только «женщин, которые родились женщинами». В 1978 году члены лесбийской организации Lesbian Organization of Toronto отказались принимать транс-женщину, охарактеризовав её как «парня, который пришёл и сказал „я теперь девочка и буду говорить от лица девочек“». Начиная с 1991 года, трансгендерным женщинам отказывали во входе на Мичиганский фестиваль женской музыки. В ответ на это транс-женщины организовывали ежегодные демонстрации Camp Trans перед воротами фестиваля.
Лесбийские активистки обвиняют противников в гомофобии, стирании лесбийской идентичности и навязывании особой формы конверсионной терапии. Некоторые лесбиянки сообщали о том, что под предлогом навязывания ярлыка TERF, на них оказывали психологическое, вербальное и физическое давление с целью заставить их встречаться и заниматься сексом с транс-женщинами. Клэр Хеучан, писательница-феминистка, отметила, что гендерно-критичных лесбиянок обзывают «вагинофетишистками» и «демонизаторами пениса», притом что геев, встречающихся только с цис-мужчинами, не называли аналогичными оскорблениями.
Транс-женщины описывают трудности, с которыми они сталкиваются при поиске романтических или сексуальных отношений с цис-женщинами, термином «хлопковый потолок» (англ. cotton ceiling), аналогом стеклянного потолка. Эбигейл Керлью с сайта Vice, оправдывая позицию транс-женщин, заметила, что претензии к лесбиянкам не сводятся к требованию интимной близости. По мнению Керлью, предвзятое и стереотипное отношение к трансгендерным людям играет не менее важную роль в отказе от близости, чем сексуальное влечение к биологическому полу; и именно эту предвзятость она предлагает «критически осмыслить».

## TERF и транс-мужчины
Редакция Vox заметила, что если TERF рассматривают транс-женщин как «хищников», то транс-мужчин они воспринимают скорее как жертв патриархата. TERF могут критиковать транс-мужчин как «предателей феминизма» или рассматривать их, как пребывавших в «отрицании» буч-лесбиянок. Это обусловлено тем, что многие транс-мужчины до перехода преподносили себя, как буч-лесбиянки, не решаясь совершить переход по разным социальным причинам. Транс-мужчины описываются как женщины, желающие присоединиться к привилегированной «касте» мужчин. Помимо этого, TERF предполагают, что транс-мужчины, изменяя своё тело и представляясь как мужчины, уменьшают количество лесбиянок. В книге «Транссексуальная империя» Дженис Реймонд, оказавшая значительно влияние на движение TERF, говорила, что, на момент публикации первого (1979) и второго (1994) изданий книги, транссексуализм остаётся «преимущественно мужским» феноменом (то есть феноменом, касающимся людей с приписанным при рождении мужским полом).

## SWERF

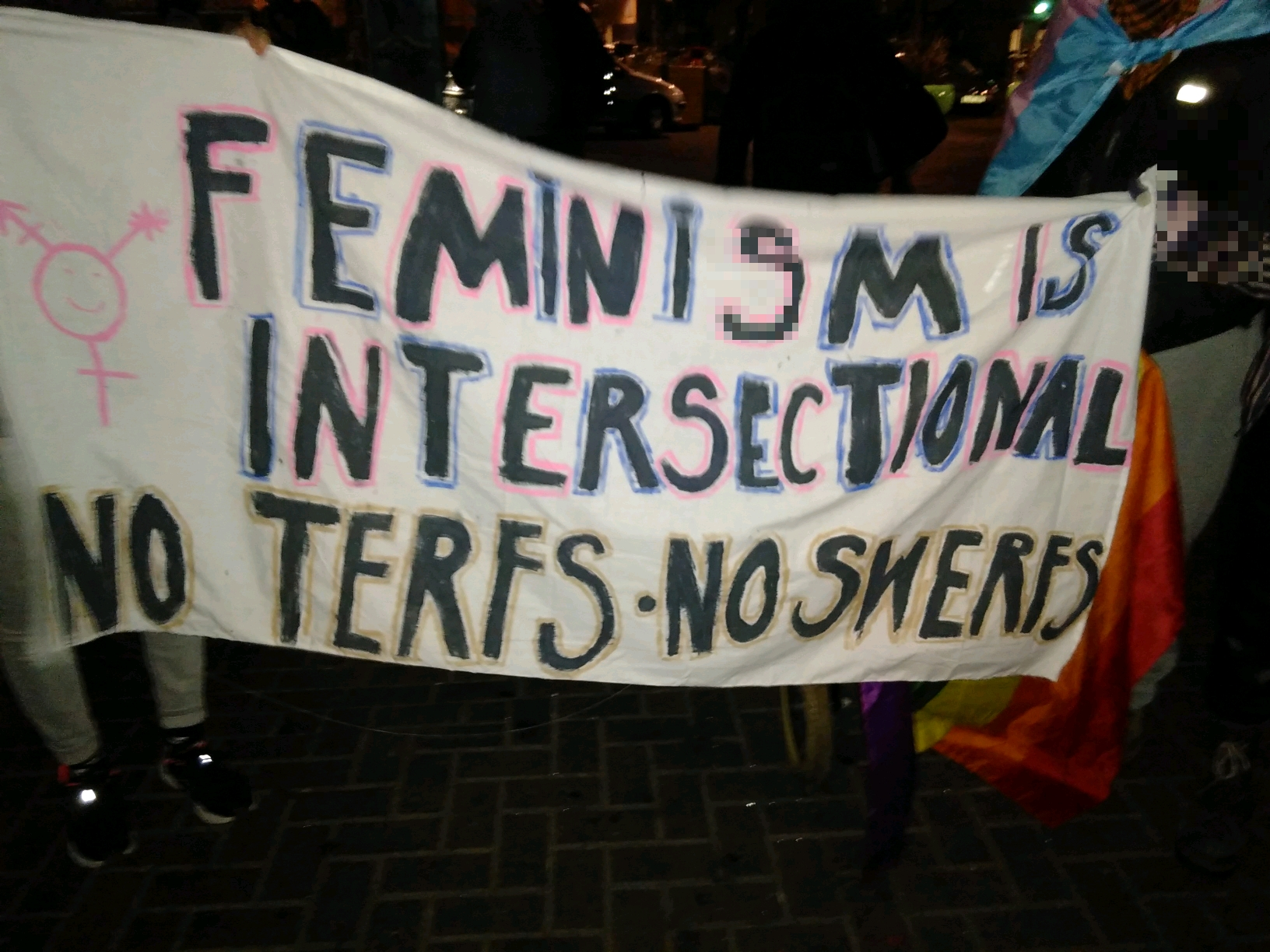
Плакат демонстрантов с надписью «феминизм интерсекционален: никаких TERF, никаких SWERF»

SWERF (англ. sex worker exclusionary radical feminist — «исключающая секс-работниц радикальная феминистка») — родственный термин, которым обозначают феминисток, враждебно относящихся к секс-индустрии и считающих эту индустрию угнетающей. SWERF проводят пикеты и протесты против легализации проституции. Феминистки с подобными убеждениями критикуются за то, что они поддерживают законопроекты, которые ставят под угрозу безопасность и права секс-работниц, и стремятся контролировать женскую сексуальность.

### На английском
1. Carrera-Fernández, M. V., & DePalma, R. Feminism will be trans-inclusive or it will not be: Why do two cis-hetero woman educators support transfeminism? (англ.) // The Sociological Review. — 2020. — P. 745–762. — doi:10.1177/0038026120934686.
2. Raymond, Janice. The Transsexual Empire: The Making of the She-Male. — Beacon Press, 1979. — 220 с. — ISBN 0-807-02164-4.
3. McKinnon, Rachel. The Epistemology of Propaganda (англ.) // Philosophy and Phenomenological Research. — 2018. — March. — P. 483—489. — doi:10.1111/phpr.12429.
4. Murphy, Meghan. ‘TERF’ isn’t just a slur, it’s hate speech (англ.). The Feminist Current (21 сентября 2017).
5. Pearce Ruth, Erikainen Sonja, Vincent Ben. TERF wars: An introduction (англ.) // The Sociological Review. — 2020. — 10 August. — doi:10.1177/0038026120934713.
6. Smythe, Viv. I'm credited with having coined the word 'Terf'. Here's how it happened (англ.). The Guardian (28 ноября 2018).

### На русском
1. Кирей-Ситникова, Яна. Трансфеминизм и радикальный феминизм: когда приватное ставит под вопрос публичное // Женщины в политике: новые подходы к политическому. Феминистский образовательный альманах. — 2013. — С. 79—88.